# Cedrik-Marcel Stebe
Cedrik-Marcel Stebe (Mühlacker, 9 oktober 1990) is een Duitse tennisser. Hij heeft nog geen enkel ATP-toernooi gewonnen, maar stond wel éénmaal in de finale. Dit was tijdens het ATP-toernooi van Gstaad 2019. Hij heeft acht challengers in het enkelspel op zijn naam staan.

## Jaarverslagen

### 2008
Hij had een record van 10-6 in de futures toernooien, met twee halve finales.

### 2009
Dit jaar een record van 17-14 in futures toernooien met twee finales.

### 2010
Bereikte zijn eerste challenger finale als een gekwalificeerde speler in Oberstaufen (verloor van Martin Fischer). Hij had een record van 5-7 in challengers. Won een titel in de Italiaanse futures toernooien.

### 2011
De jonge Duitse speler maakte een sprong van ongeveer 300 plaatsen In de ATP-ranking. Hij begon het jaar met in februari het winnen van een futures toernooi in Turkije, en bereikte daarna een record van 34-13 in challengers toernooien met twee titels. Hij bereikte een record van 4-4 in ATP-toernooien, hij kwalificeerde zich voor de eerste keer in het ATP-toernooi van Halle (verloor van de latere winnaar van het toernooi: Philipp Kohlschreiber). Hij kwalificeerde zich ook voor Wimbledon, waar hij zijn Grand Slam debuut maakte (verloor van Grigor Dimitrov). In juli bereikte hij zijn eerste kwartfinale, en dit in het ATP-toernooi van Stuttgart (verloor van Pablo Andújar), gevolgd door een derde ronde op het ATP-toernooi van Hamburg (verloor van Fernando Verdasco). Hij behaalde zijn beste resultaten in challengers toernooien in Azië, hij bereikte de finale in Kioto (verloor van Dominik Meffert), en  halve finales in maart van de futures toernooien van Kanton en Pingguo. In september won hij de challengers toernooien van Bangkok (versloeg Amir Weintraub) en Shanghai (versloeg Aleksandr Koedrjavtsev), en hij bereikte een halve finale in Ningbo. Hij kwam voor het eerst in de top 100 op de ATP ranking op 31 oktober. Hij kwalificeerde zich voor ATP Challenger Tour Finals in São Paulo, en veroverde de titel (versloeg Dudi Sela). Hij verdiende dit jaar $ 194.659.

## Palmares
| Legenda                       | Legenda               |
| ----------------------------- | --------------------- |
| Grand Slam                    |                       |
| Olympische Spelen             |                       |
| tot 2009                      | vanaf 2009            |
| Tennis Masters Cup            | ATP Finals            |
| ATP Masters Series            | ATP Tour Masters 1000 |
| ATP International Series Gold | ATP Tour 500          |
| ATP International Series      | ATP Tour 250          |

### Palmares enkelspel
| Nr.                  | Datum             | Toernooi     | Ondergrond    | Tegenstander in finale | Score         | Details |
| -------------------- | ----------------- | ------------ | ------------- | ---------------------- | ------------- | ------- |
| Verloren finales     |                   |              |               |                        |               |         |
| 1.                   | 28 juli 2019      | ATP Gstaad   | Gravel        | Albert Ramos Viñolas   | 3-6, 2-6      | Details |
| Gewonnen challengers |                   |              |               |                        |               |         |
| 1.                   | 29 augustus 2011  | Bangkok      | Hardcourt     | Amir Weintraub         | 7-5, 6-1      |         |
| 2.                   | 5 september 2011  | Shanghai     | Hardcourt     | Aleksandr Koedrjavtsev | 6-4, 4-6, 7-5 |         |
| 3.                   | 14 november 2011  | São Paulo    | Hardcourt (I) | Dudi Sela              | 6-2, 6-4      |         |
| 4.                   | 15 september 2013 | Meknes       | Gravel        | Yannik Reuter          | 6-1, 4-6, 6-2 |         |
| 5.                   | 14 juni 2017      | Poprad Tatry | Gravel        | Laslo Đere             | 6-0, 6-3      |         |
| 6.                   | 20 augustus 2017  | Vancouver    | Hardcourt     | Jordan Thompson        | 6-0, 6-1      |         |
| 7.                   | 24 september 2017 | Sibiu        | Gravel        | Carlos Taberner        | 6-3, 6-3      |         |
| 8.                   | 8 november 2020   | Parma        | Hardcourt (I) | Liam Broady            | 6-4, 6-4      |         |

## Prestatietabellen
| Legenda | Legenda                          |
| ------- | -------------------------------- |
| g.t.    | geen toernooi gehouden           |
| l.c.    | lagere categorie                 |
| –       | niet deelgenomen                 |
| G       | uitgeschakeld in de groepsfase   |
| 1R      | uitgeschakeld in de eerste ronde |
| 2R      | uitgeschakeld in de tweede ronde |
| 3R      | uitgeschakeld in de derde ronde  |
| 4R      | uitgeschakeld in de vierde ronde |
| KF      | uitgeschakeld in de kwartfinale  |
| HF      | uitgeschakeld in de halve finale |
| F       | de finale verloren               |
| W       | het toernooi gewonnen            |
| w-v     | winst/verlies-balans             |

### Prestatietabel enkelspel
In deze tabel worden enkele jaren overgeslagen, dit omdat deze tennisser die jaren niet meedeed aan ten minste één toernooi van deze tabel.
| Grandslamtoernooien  |      |     |      |      |      |      |      |    |
| Australian Open      | –    | 1R  | 1R   | –    | 1R   | –    | 1R   | 1R |
| Roland Garros        | –    | 2R  | –    | –    | –    | 1R   | –    | –  |
| Wimbledon            | 1R   | 1R  | –    | –    | –    | 1R   | g.t. |    |
| US Open              | –    | 2R  | –    | 2R   | –    | 2R   | –    |    |
| ATP Masters 1000     |      |     |      |      |      |      |      |    |
| Indian Wells         | –    | 1R  | –    | –    | –    | –    | g.t. | –  |
| Miami                | –    | 2R  | –    | –    | –    | –    | g.t. | –  |
| Monte Carlo          | –    | –   | –    | –    | –    | –    | g.t. | –  |
| Madrid               | –    | –   | –    | –    | –    | –    | g.t. | –  |
| Rome                 | –    | –   | –    | –    | –    | –    | –    |    |
| Montreal/Toronto     | –    | –   | –    | –    | –    | –    | g.t. |    |
| Cincinnati           | –    | –   | –    | –    | –    | –    | –    |    |
| Shanghai             | –    | –   | –    | –    | –    | –    | g.t. |    |
| Parijs               | –    | –   | –    | –    | –    | –    | –    |    |
| Olympische Spelen    |      |     |      |      |      |      |      |    |
| Olympische Spelen    | g.t. | –   | g.t. | g.t. | g.t. | g.t. | g.t. |    |
| Statistieken         |      |     |      |      |      |      |      |    |
| Totaal aantal titels | 0    | 0   | 0    | 0    | 0    | 0    | 0    | 0  |
| Eindejaarsranking    | 81   | 177 | 170  | 82   | 507  | 165  | 126  |    |

### Prestatietabel (Grand Slam) dubbelspel
In deze tabel worden enkele jaren overgeslagen, dit omdat deze tennisser die jaren niet meedeed aan ten minste één toernooi van deze tabel.
| Grandslamtoernooien   |     |
| Australian Open       | 1R  |
| Roland Garros         | 1R  |
| Wimbledon             | 2R  |
| US Open               | –   |
| ATP World Tour Finals |     |
| ATP World Tour Finals | –   |
| Olympische Spelen     |     |
| Olympische Spelen     | –   |
| Statistieken          |     |
| Totaal aantal titels  | 0   |
| Eindejaarsranking     | 551 |